# Phyllophaga abudantuni
Phyllophaga abudantuni är en skalbaggsart som beskrevs av Fortuné Chalumeau och Leopold F. Gruner 1976. Phyllophaga abudantuni ingår i släktet Phyllophaga och familjen Melolonthidae. Inga underarter finns listade i Catalogue of Life.